# Buñuel et la Table du Roi Salomon
Pour plus de détails, voir Fiche technique et Distribution.
Buñuel et la Table du Roi Salomon (titre original : Buñuel y la mesa del rey Salomón) est un film hispano-mexicano-allemand réalisé par Carlos Saura, sorti en 2001.

## Synopsis
Dans les années 1930, à Tolède, Buñuel, Dali et Lorca sont à la recherche de la table du roi Salomon, qui permettrait de voir le passé, le présent et l'avenir.

## Fiche technique
- Titre original : Buñuel y la mesa del rey Salomón
- Titre français : Buñuel et la Table du Roi Salomon
- Réalisation : Carlos Saura
- Scénario : Carlos Saura, Agustín Sánchez Vidal
- Direction artistique : Luis Ramírez
- Costumes : Cristina Rodríguez
- Photographie : José Luis López-Linares
- Son : Pierre Lorrain
- Montage : Julia Juaniz
- Musique : Roque Baños
- Production associée : Javier Albacar, Francisco Carmona, Jesús García Ciordia, Alfonso Lanza, Gianni Massaro, Ina Massaro, Monique Perriaux
- Production déléguée : Montserrat Bou
- Production exécutive : José Antonio Romero
- Coproduction : Ulrich Felsberg, Carlos Fernández, Julio Fernández, Federico González, Ferran Llagostera, Mónica Lozano
- Sociétés de production : 
  -  : Rioja Films Producciones Cinematográficas, Centre Promotor de la Imatge, Castelao Producciones, Televisión Española, Canal+ España, Televisió de Catalunya, Ministère de la Culture, Gobierno de Aragón - Departamento de Cultura y Turismo, Gobierno de La Rioja, Caja de Ahorros de La Rioja, Institut Català de Finances, Junta de Comunidades de Castilla-La Mancha, Jesús Ciordia Producciones Cinematográficas,
  -  : Road Movies Filmproduktion
  -  : Altavista Films, Fondo Ibermedia
  -  : Eurimages
  -  : Lanterna Editrice, Rai Cinemafiction
- Société de distribution : Sociedad General de Derechos Audiovisuales
- Pays d’origine :  Espagne,  Mexique,  Allemagne
- Langue originale : espagnol
- Format : couleur — 35 mm — 1,85:1 — son Dolby numérique
- Durée : 105 minutes
- Dates de sortie : 
  -  Canada : 8 septembre 2001 (première au Festival de Toronto)
  -  Espagne : 9 novembre 2001
  -  France : 14 octobre 2004

## Distribution
- El Gran Wyoming : Luis Buñuel, âgé
- Pere Arquillué : Luis Buñuel
- Ernesto Alterio : Salvador Dalí
- Adrià Collado : Federico García Lorca
- Valeria Marini : Ana María de Zayas
- Amira Casar : Fátima
- Jean-Claude Carrière : David Goldman
- Juan Luis Galiardo : critique de cinéma
- Armando De Razza : l'évêque Abilio Avendaño
- Eusebio Lázaro : le juif errant